# Plopii-Slăvitești
Plopii-Slăvitești là một xã thuộc hạt Teleorman, România. Dân số thời điểm năm 2002 là 4860 người.